# ご縁のした!
『ご縁のした!』（ごえんのした）は、2012年4月9日から2012年9月28日まで東海テレビで放送されていたバラエティ番組。

## 概要
毎週1組のお元気家族が登場し、日替わり企画に則ってトークを行う番組。

## 放送時間
- 月曜 - 金曜 10:58 - 11:13

## 関連番組
- 西川きよしのご縁です!

| スタブアイコン | サブスタブ | この項目は、まだ閲覧者の調べものの参照としては役立たない、テレビ番組に関連した書きかけの項目です。この項目を加筆・訂正などしてくださる協力者を求めています（P:テレビ/PJ:放送または配信の番組）。 |